# Mario & Luigi: Superstar Saga
Mario & Luigi: Superstar Saga, conosciuto in Giappone come Mario & Luigi RPG (マリオ＆ルイージRPG?, Mario ando Ruīji Aru Pī Jī), è un videogioco di ruolo sviluppato da AlphaDream e pubblicato da Nintendo nel 2003 per la console Game Boy Advance. È il primo episodio della serie RPG Mario & Luigi, a cui segue Mario & Luigi: Fratelli nel tempo per Nintendo DS, simile al predecessore per grafica e struttura. Del gioco vennero fatte due riedizioni: una per il Virtual Console del Wii U, uscita in tutto il mondo da aprile 2014; l'altra in un remake, per il Nintendo 3DS, uscito tra il 5 ottobre 2017 e il 7 dello stesso mese.
Il titolo è ambientato prevalentemente nel Regno di Fagiolandia anziché nel Regno dei Funghi: i protagonisti sono Mario e Luigi che devono sconfiggere la strega Ghignarda e il suo assistente Sogghigno i quali hanno rubato la voce della Principessa e il Fagiolo Stella con l'intento di conquistare il mondo.
A differenza di altri titoli della serie, Mario & Luigi: Superstar Saga dispone di un sistema di combattimento innovativo, incentrato sulla sincronia e su attacchi elaborati. Il gioco è stato distribuito il 17 novembre 2003 nel Nord America e il 21 novembre nel resto del mondo, vendendo oltre 2 milioni di copie e riscuotendo buone recensioni.

## Trama

Immagine promozionale del gioco: il Regno dei Funghi viene attaccato.

Tutto ha inizio quando Lady Cecia, ambasciatrice del Regno di Fagiolandia, porta un dono alla Principessa Peach, sovrana del Regno dei Funghi, in segno di amicizia e di pace tra i due regni. Ma quando la principessa apre il regalo, ne esce fuori uno strano aggeggio che le ruba la voce, trasformandola in un ringhio terribile. A quel punto, Lady Cecia rivela di essere in realtà la strega Ghignarda, temibile fattucchiera di Fagiolandia, che fugge immediatamente. I fratelli Mario, dopo essere stati avvertiti da Toad, si recano subito al castello, dove incontreranno Bowser, giunto lì per rapire, come di consueto, la principessa. Ma venuto a conoscenza della situazione, Bowser decide di allearsi con Mario e Luigi per recarsi nel Regno di Fagiolandia e recuperare la voce di Peach, per mezzo del Tartaplano, la nuova macchina volante dei Koopa.
Durante il viaggio, il Tartaplano, in seguito ad un attacco da parte della strega, precipita sul Piano Astrale, punto di confine tra il Regno dei Funghi e quello di Fagiolandia. Non appena entrati nel regno, alle pendici della Montagna Tiritera, Mario e Luigi si trovano a dover scalare il suddetto monte per fornire ai fratelli Fabbro la pietra necessaria per forgiargli degli ottimi martelli, per poi recarsi al castello di Fagiolandia e battere l'enorme regina corrotta dalla magia della strega Ghignarda. In seguito a molte peripezie e disavventure, Mario e Luigi scoprono i piani della perfida strega: lei vuole impossessarsi del Fagiolo Stella, legume magico che crea potere immenso a chi lo evoca, ma per farlo, ha bisogno di una voce che trasparisse una purezza del cuore, e questa non poteva essere che quella della Principessa Peach. Si scopre in seguito che la Principessa Peach a cui la strega ha rubato la voce era Strutzi travestita, perché la reale principessa era stata avvertita in anticipo dal principe Fagiolino, figlio della regina Fagiolona, e si era rifugiata al sicuro con Mastro Toad. La strega, ormai sconfitta e ridotta in spirito dai due fratelli, essendosi accorta dell'inganno, s'impossessa del corpo di Bowser e rapisce la vera principessa, venuta come ospite nel Regno di Fagiolandia.
I fratelli Mario devono ricomporre il Fagiolo Stella, rotto in seguito ad una colluttazione e portarlo alla strega in cambio della Principessa Peach. Ovviamente il patto non viene mantenuto dalla strega, che però verrà nuovamente ingannata dai fratelli, convincendola di aver rapito una falsa principessa e che la reale è sotto loro protezione (che poi si rivela essere Luigi camuffato). La strega Ghignarda approfitterà del corpo di Bowser per prenderne il castello volante e comandare il suo esercito (composto dai classici Martelkoopa, Boo, Bob-omb, Tartosso e altri), per poi bombardare tutto il Regno di Fagiolandia. Mario e Luigi si addentrano nel castello e affronteranno i Bowserotti e Sogghigno per l'ultima volta (il quale verrà spazzato via dal castello dal Principe Fagiolino). Si troveranno faccia a faccia con Ghigno Bowser (forma posseduta di Bowser), per liberarlo dallo spirito della strega (la quale svanirà). Dopo esservi riusciti, gli eroi dovranno fuggire dal castello prima che esploda. Gli eroi del Regno dei Funghi riescono a fare ritorno a casa, ed i rapporti con il Regno di Fagiolandia saranno sempre di pace e di fratellanza.

## Modalità di gioco

Schermata della modalità di combattimento

Diversamente dagli altri videogiochi di ruolo della serie, Mario & Luigi: Superstar Saga i due personaggi principali, Mario e Luigi, nel loro percorso, si muovono simultaneamente e in maniera ravvicinata: il pulsante A è relativo a Mario, il B a Luigi. Le abilità di base prevedono semplicemente il salto, tuttavia nel corso dell'avventura, i fratelli ne acquisiranno sempre di nuove, indispensabili per proseguire nel gioco. Sarà quindi possibile ottenere reazioni diverse a seconda del potere utilizzato e della posizione dei due, per esempio, con un colpo di martello di Luigi è possibile rimpicciolire Mario per attraversare varchi più piccoli.
Lungo il percorso sono presenti diversi nemici ed entrando in contatto con uno di questi, si entra nella modalità di combattimento. Mario e Luigi possono effettuare, a turno, un attacco singolo di un determinato tipo (salto, martello o mano) rispetto al nemico che si intende colpire (è sconsigliato ad esempio attaccare con un salto un nemico con le spine o coperto di fuoco, altrimenti chi ha saltato si farà male); in alternativa all'attacco singolo possono utilizzare l'Attacco Fratelli, ovvero un attacco speciale effettuato in coppia, con consumo dei Punti Fratello di chi lo usa. Come in Super Mario RPG: Legend of the Seven Stars e nella serie di Paper Mario, il giocatore può applicare una pressione ulteriore al pulsante per rendere l'attacco più efficace. Se lo si esegue a difficoltà più elevate, costerà meno Punti Fratello e infliggerà più danni, ma non verranno mostrati gli imput dei tasti da premere mentre è stata introdotta la possibilità di difendersi dall'attacco nemico o di contrattaccare con un salto o una martellata. Se Mario o Luigi perde tutti i suoi PV, perderà i sensi e l'altro lo reggerà sulle spalle quando viene attaccato o scappa, il che rallenta anche i riflessi nel salto e nel contrattacco con il martello, e gli Attacchi Fratello non possono essere usati quando un fratello è separato dall'altro o uno dei due è svenuto. Il fratello svenuto può essere rimesso in azione con un Fungo 1-UP, ma se sia Mario che Luigi sono sconfitti, il gioco finisce. Alla fine di una battaglia si possono ottenere oggetti particolari, gli stessi che si possono acquistare nei centri abitati. Mario e Luigi aumentano di livello durante l'avventura, che gli consentirà di effettuare attacchi sempre più potenti. I fratelli possono anche aumentare le proprie abilità grazie a delle Tessere e a Pantaloni in vendita nei negozi. Mario e Luigi, come di consueto, non parlano, ma si limitano a gesticolare e a comunicare con espressioni buffe.
Come in altri titoli per Game Boy Advance, in Superstar Saga è incluso un riadattamento del videogioco arcade Mario Bros.. Il gioco supporta anche la vibrazione quando viene usato l'accessorio Game Boy Player del Nintendo GameCube.

## Sviluppo
Mario & Luigi: Superstar Saga, sviluppato da AlphaDream, è ispirato al videogioco Paper Mario per Nintendo 64, infatti gameplay e grafica sono simili. Il titolo è stato prodotto da Shigeru Miyamoto, ideatore della serie di Mario, Tetsuo Mizuno e Satoru Iwata, presidente della Nintendo. Le voci di Mario e Luigi, costituite da parole senza senso, sono di Charles Martinet, che ha già doppiato i due fratelli in altri episodi della serie; la colonna sonora è stata composta da Yōko Shimomura, già presente per il titolo Super Mario RPG: Legend of the Seven Stars.
Superstar Saga è stato presentato per la prima volta in occasione dell'Electronic Entertainment Expo 2003 dove era stato reso disponibile una versione demo, come successivamente anche all'European Computer Trade Show, al Games Convention e al Nintendo Gamers' Summit. Tra ottobre e novembre 2003 la Nintendo, in riferimento ai temi comici del gioco, ha organizzato una competizione in cui i concorrenti dovevano fare lo scherzo del toc toc per poter vincere un Game Boy Advance SP e una copia del gioco, ingaggiando l'attrice Kathy Griffin per la scelta del vincitore.

## Accoglienza
| Testata                           | Giudizio |
| --------------------------------- | -------- |
| GameRankings (media al 9-12-2019) | 90,41%   |
| Metacritic (media al 6-3-2021)    | 90%      |
| Computer and Video Games          | 8/10     |
| Edge                              | 8/10     |
| Electronic Gaming Monthly         | 8,83/10  |
| Eurogamer                         | 9/10     |
| Everyeye.it                       | 7/10     |
| Famitsū                           | 37/40    |
| G4                                | 5/5      |
| Game Informer                     | 9,5/10   |
| GamePro                           | 4/5      |
| GameSpot                          | 9,2/10   |
| GameSpy                           | 8,5/10   |
| GamesTM                           | 9/10     |
| GameZone                          | 9,4/10   |
| IGN                               | 9/10     |
| Jeuxvideo.com                     | 17/20    |
| NGC Magazine                      | 94/100   |
| Nintendo Life                     | 9/10     |
| Nintendo Power                    | 4,7/5    |
| Nintendo World Report             | 9,5/10   |
| Play                              | A-       |
| Pocket Gamer                      | 4,5/5    |
| SpazioGames                       | 8,5/10   |

La maggior parte delle critiche sono state positive. In particolare sono stati apprezzati i dialoghi e i vari cameo ricchi di senso dell'umorismo, come sostiene Tom Bramwell di Eurogamer; la trama tuttavia è stata ritenuta ripetitiva con personaggi rappresentati superficialmente; secondo Multiplayer.it, la storia è banale, come i personaggi, i dialoghi e le relative traduzioni in italiano, che «tenta di essere simpatico ed ironico con delle battute e dei nomignoli che bambini della scuola materna chiamerebbero infantili»
Il gameplay è stato elogiato specialmente per il sistema di combattimento a turni che differisce dalla maggior parte degli altri RPG giapponesi e che quindi rende il gioco più coinvolgente. Nonostante ciò, ci sono diverse critiche che rilevano la scarsa originalità del titolo e la mancanza di innovazione: GameSpy afferma che «in termini di gameplay, non che molto che non abbiamo visto nei titoli di Mario e Zelda per NES e SNES». Tale mancanza di innovazione è stata ritenuta, secondo altre recensioni, giustificata per rendere il gioco immediato, «capace di appassionare il giocatore incallito così come il neofita più assoluto». Per quanto concerne il controllo dei personaggi, la rivista Edge lo critica a causa della confusione che può generare nell'uso del salto, del martello e di altre combinazioni con i due personaggi.
La grafica e le animazioni sono state apprezzate da molti critici, anche se fanno notare che a causa della prospettiva, talvolta il gioco viene reso difficoltoso, nello specifico in modalità mappa quando ci si trova in dislivelli; anche la colonna sonora, costituita da motivi inediti e arrangiamenti di temi classici, è stata apprezzata e le musiche e il sonoro «fanno sentire i fans Nintendo a casa propria».
Il sito IGN lo ha piazzato al 12º posto tra i 25 migliori titoli del Game Boy Advance, mentre la rivista Nintendo Power lo ha considerato il 37º titolo tra la lista dei 200 videogiochi migliori. Sono state vendute complessivamente 2 170 000 copie del videogioco, di cui la maggior parte in Nord America con quasi 1 500 000 copie.

## Sequel e remake
La Nintendo ha pubblicato un sequel dal titolo Mario & Luigi: Fratelli nel tempo il 28 novembre 2005 per la console Nintendo DS: la trama è relativamente diversa rispetto a Superstar Saga, per esempio la strega Ghignarda, antagonista principale, è stata sostituita dagli Shroob, mentre le vicende si svolgono fuori dal regno di Fagiolandia; le somiglianze invece riguardano la presenza di Sogghigno nel castello di Peach e il sistema di controllo.
Sono stati pubblicati altri tre sequel di Superstar Saga, dal titolo Mario & Luigi: Viaggio al centro di Bowser nel 2009 per Nintendo DS, Mario & Luigi: Dream Team Bros. nel 2013 e Mario & Luigi: Paper Jam Bros. nel 2015 per la console Nintendo 3DS.

### Remake
Durante la Nintendo Treehouse dell'E3 2017 venne annunciato un remake per Nintendo 3DS del gioco, dal titolo Mario & Luigi: Superstar Saga + Scagnozzi di Bowser, conosciuto in Giappone come Mario & Luigi RPG 1 DX (マリオ＆ルイージRPG1 DX?, Mario ando Ruīji Āru Pī Jī Wan Derakkusu), con la grafica e le animazioni usate in Mario & Luigi: Dream Team Bros. e in Paper Jam Bros., ma con i paesaggi in 2D come nel resto della serie. Le opzioni esclusive del remake, sono: la compatibilità degli Amiibo per migliorie ai due protagonisti; e l'aggiunta di una storia secondaria chiamata Scagnozzi in azione: alla ricerca di Bowser che vede un Goomba, un Koopa Troopa, un Boo, e un Tipo Timido diventati capitani, che, assieme ad altri servi di Bowser, devono riuscire a salvare proprio il re dei Koopa dalle grinfie di Sogghigno, durante gli eventi di Mario e di suo fratello successi nell'avventura originale. È uscito il 5 ottobre 2017 in Giappone, il 7 ottobre in Australia e il 6 ottobre nel resto del mondo.